# Il suo onore gridava vendetta
Il suo onore gridava vendetta (Gun Fury) è un film statunitense del 1953 diretto da Raoul Walsh. Il film è stato ridistribuito in Italia anche nel 1960 con il titolo Duello all'ultimo sangue.
È un film western girato originariamente in 3-D
 con protagonisti Rock Hudson, Donna Reed e Philip Carey. È basato sul romanzo del 1952 Ten Against Caesar di Kathleen B. Granger, George Granger e Robert A. Granger.

## Trama
Vecchio West. Ben Warren sta tornando a casa dopo la guerra civile con la prospettiva di vivere tranquillamente il resto della sua vita con la donna che diventerà sua moglie, Jennifer Ballard. Dopo una rapina a una diligenza, Frank Slayton e la sua famigerata banda di ex soldati sudisti lasciano Ben Warren in fin di vita, dandolo per morto, e fuggono con la sua donna, Jennifer. Dopo essersi ripreso dalle ferite, Warren comincia a mettersi sulle loro tracce, e, anche se inizialmente nessuno è disposto ad aiutarlo, riesce a reclutare due uomini che hanno giurato vendetta contro lo spietato Slayton, un nativo americano e un ex appartenente alla banda di Slayton.

## Produzione
Il film, diretto da Raoul Walsh su una sceneggiatura di Irving Wallace e Roy Huggins con il soggetto di Kathleen B. Granger, George Granger e Robert A. Granger (autori del romanzo), fu prodotto da Lewis J. Rachmil per la Columbia Pictures Corporation e girato a Sedona in Arizona.

## Distribuzione
Il film fu distribuito negli Stati Uniti nel 1953 al cinema dalla Columbia Pictures e per l'home video dalla Columbia TriStar Home video in VHS nel 1994 e in DVD nel 2005.
Alcune delle uscite internazionali sono state:
- negli Stati Uniti il 30 ottobre 1953 (premiere)
- negli Stati Uniti l'11 novembre 1953
- in Svezia il 26 aprile 1954 (I Västerns våld)
- in Germania Ovest il 16 marzo 1956
- in Austria il 25 maggio 1956 (Mit der Waffe in der Hand)
- in Turchia il 15 settembre 1956
- in Portogallo il 30 agosto 1957 (A Fúria das Armas)
- in Francia il 6 agosto 1958 (Bataille sans merci)
- in Danimarca il 13 maggio 1963
- in Belgio (De onverzoenlijke achtervolging e L'implacable poursuite)
- in Spagna (Fiebre de venganza)
- nei Paesi Bassi (Hyena's van het wilde westen)
- in Finlandia (Kadonnut jälki)
- in Turchia (Kizgin silah)
- in Danimarca (L'implacable poursuite)
- in Grecia (Sta synora tou Mexikou)
- in Italia (Duello all'ultimo sangue)

## Promozione
Le tagline sono:
- "A WOMAN WRONGED...A MAN TO AVENGE HER!...and he rode south to do it!".
- "Her honor cried out for vengeance...and he rode South to get it for her!".

## Critica
(Leo Pestelli)
(il Morandini)